# Ель-Маліха-ель-Гарбія
Ель-Маліха-ель-Гарбія (англ. al-Maliha al-Gharbiya, араб. المليحة الغربية) — поселення в Сирії, що складає невеличку друзьку общину в нохії Ель-Хірак, яка входить до складу мінтаки Ізра в південній сирійській мухафазі Дар'а.